# Сен-Сир-ле-Шампань
Сен-Сир-ле-Шампа́нь (фр. Saint-Cyr-les-Champagnes) — коммуна во Франции, находится в регионе Аквитания. Департамент — Дордонь. Входит в состав кантона Иль-Лу-Овезер. Округ коммуны — Нонтрон.
Код INSEE коммуны — 24397.

## География
Коммуна расположена приблизительно в 400 км к югу от Парижа, в 160 км восточнее Бордо, в 50 км к северо-востоку от Перигё.

### Климат
Климат умеренный океанический со средним уровнем осадков, которые выпадают преимущественно зимой. Лето здесь долгое и тёплое, однако также довольно влажное, здесь не бывает регулярных периодов летней засухи. Средняя температура января — 5 °C, июля — 18 °C. Изредка вследствие стечения неблагоприятных погодных условий может наблюдаться непродолжительная засуха или случаются поздние заморозки. Климат меняется очень часто, как в течение сезона, так и год от года.

## Население
Население коммуны на 2010 год составляло 279 человек.
| 1962 | 1968 | 1975 | 1982 | 1990 | 1999 | 2010 |
| ---- | ---- | ---- | ---- | ---- | ---- | ---- |
| 519  | 457  | 380  | 339  | 313  | 295  | 279  |

## Администрация
| Период | Период | Фамилия       | Партия       | Примечания |
| ------ | ------ | ------------- | ------------ | ---------- |
| 1990   | 2008   | Даниэль Пишон |              |            |
| 2008   | 2020   | Ален Пьерфит  | беспартийный | пенсионер  |

## Экономика
В 2010 году среди 170 человек трудоспособного возраста (15-64 лет) 118 были экономически активными, 52 — неактивными (показатель активности — 69,4 %, в 1999 году было 74,7 %). Из 118 активных жителей работали 113 человек (61 мужчина и 52 женщины), безработных было 5 (2 мужчин и 3 женщины). Среди 52 неактивных 6 человек были учениками или студентами, 36 — пенсионерами, 10 были неактивными по другим причинам.

## Достопримечательности
- Церковь Свв. Кирика и Иулитты (XI век). Исторический памятник с 1970 года[5]

## Фотогалерея
- Церковь Свв. Кирика и Иулитты
- Военный мемориал